# Gonçalo Guedes
Gonçalo Manuel Ganchinho Guedes (* 29. November 1996 in Benavente) ist ein portugiesischer Fußballspieler.

## Karriere

### Im Verein
Gonçalo Guedes durchlief mehrere Jugendabteilungen des portugiesischen Rekordmeisters Benfica Lissabon. Erste Akzente konnte der Portugiese bei der Erstausgabe der UEFA Youth League 2013/14 setzen, bei der er mit Benficas Junioren im Finale dem FC Barcelona mit 0:3 unterlegen war. Im Wettbewerb konnte Guedes in acht Spielen vier Tore und eine Vorlage erzielen. Nur fünf Tage später, am 19. April 2014, bestritt Guedes bei Benfica B sein Profidebüt gegen den FC Porto B in der Segunda Liga. Der erst 17-jährige Stürmer konnte überzeugen und wurde zur Saison 2014/15 Stammspieler der B-Mannschaft. Sein Debüt für die erste Mannschaft gab der Portugiese am 18. Oktober 2014 beim Pokalspiel gegen den SC Covilhã. Sein erstes Spiel in der Primeira Liga bestritt Guedes am 4. Januar 2015 gegen den FC Penafiel.
Am 30. September 2015 erzielte Guedes im Alter von 18 Jahren und 305 Tagen im Spiel gegen Atlético Madrid seinen ersten Treffer in der UEFA Champions League und ist damit der bisher jüngste portugiesische Torschütze in diesem Wettbewerb.
Ende Januar 2017 wechselte Guedes für eine Ablösesumme in Höhe von 30 Mio. Euro, die sich durch Bonuszahlungen um sieben Millionen Euro erhöhen kann, in die französische Ligue 1 zu Paris Saint-Germain. Bis zum Saisonende kam er – zumeist als Einwechselspieler – auf sieben Ligaeinsätze.
Nachdem Paris Saint-Germain im Sommer Neymar und Kylian Mbappé verpflichtet hatte, wechselte Guedes, der am ersten Spieltag noch zu einer Einwechslung gekommen war, am 1. September 2017 auf Leihbasis bis zum Ende der Saison 2017/18 in die spanische Primera División zum FC Valencia. In Valencia konnte Guedes überzeugen und erzielte in 33 Ligaeinsätzen fünf Tore. Nach dem Ende seiner Leihe kehrte er zunächst nach Paris zurück, spielte unter dem neuen Trainer Thomas Tuchel jedoch keine Rolle. Am 27. August 2018 kehrte Guedes zum FC Valencia zurück. Auch nach dem festen Wechsel nach Spanien konnte er dort überzeugen. 2019/20 verstauchte er sich den Knöchel und fiel für dreieinhalb Monate aus. Nach dieser Verletzung war er bei den Südspaniern wieder gesetzt.
Zur Saison 2022/23 wechselte Guedes in die englische Premier League zu den Wolverhampton Wanderers. Von Januar 2023 bis Januar 2024 wurde er an seinen früheren Klub Benfica Lissabon verliehen. Danach folgte bis Sommer 2024 die Leihe zum FC Villarreal nach Spanien. Nach einer letzten Saison bei Wolverhampton mit 33 wettbewerbsübergreifenden Einsätzen folgte im August 2025 der Transfer zum spanischen Erstligisten Real Sociedad San Sebastián, wo er einen Vertrag bis 2028 unterschrieb.

### In der Nationalmannschaft
Gonçalo Guedes durchlief von der U15 bis zur U21 alle portugiesischen Juniorennationalmannschaften. Am 14. November 2015 gab er sein Debüt in der A-Nationalmannschaft. Im Sommer 2018 nahm er an der Weltmeisterschaft teil und kam in allen Spielen zum Einsatz, ehe Portugal im Achtelfinale gegen Uruguay ausschied. In der UEFA Nations League 2018/19 erzielte er im Finale das Siegtor gegen die Niederlande. Bei der Europameisterschaft 2021 stand er abermals im portugiesischen Kader, kam jedoch im Turnierverlauf nicht zum Einsatz.

## Erfolge

### In der Nationalmannschaft
- UEFA-Nations-League-Sieger: 2019

### Im Verein
- Portugiesischer Meister: 2015, 2016, 2017, 2023
- Spanischer Pokalsieger: 2019

### Individuell
- Spieler des Monats (Segunda Liga): Oktober 2014, Dezember 2014